# 李均永
李 均永（Lee Gyun Yeong、イ・ギュニョン、1951年12月30日- 1996年11月21日 ）は、韓国の小説家。全羅南道光陽市出身。

## 略歴
1951年12月30日全羅南道光陽郡（現：光陽市）に生まれる。1977年、東亜日報新春文芸に小説『바람과 도시(風と都市)』が当選し、登壇した。短編小説『어두운 기억의 저편(暗い記憶の向こう)』は、分断問題を平凡な会社員の無意識につなげた説得力のある作品で第8回李箱文学賞大賞を受賞し、話題となった。
1986年から歴史問題研究所『歴史批評』の編集委員を務め、主に韓国の独立運動を研究した。1993年には『신간회 연구(新幹会研究)』で第8回丹斎学術賞を受賞した。この本は、「新幹会」の実体を中立的な立場で研究した初の本格研究書である。
1996年に死去。

## 年譜
- 1951年12月30日、全羅南道光陽郡に生まれる[1]。
- 1977年、東亜日報新春文芸に小説『바람과 도시(風と都市)』が当選し、登壇。
- 1980年、漢陽大学校史学科卒業。同大学院修士、博士。
- 1984年、第8回李箱文学賞大賞受賞。
- 1993年、第8回丹斎学術賞受賞。
- 1990～1996年、同徳女子大学校史学科教授歴任。
- 1996年、死去。

## 代表作品
- 1977年、바람과 도시(風と都市) [3][4]
- 1984年、어두운 기억의 저편(暗い記憶の向こう)
- 1985年、불붙는 난간(燃え始める欄干)
- 1986年、멀리 있는 빛(遠くにある光) 、무서운 춤(怖い踊り) 、겨울 꿈의 색상(冬の夢の色)
- 1993年、신간회 연구(新幹会研究)
- 1995年、노자와 장자의 나라(老子と荘子の国)
- 1997年、나뭇잎들은 그리운 불빛을 만든다(葉は懐かしい光をつくる)